# Maurice Eliot
Pour les articles homonymes, voir Eliot.
Charles Louis Maurice Eliot est un peintre, pastelliste, graveur, illustrateur et professeur de dessin français, né le 9 septembre 1862 dans le 15e arrondissement de Paris et mort le 21 août 1945 à Épinay-sous-Sénart.

## Biographie

### De l'enfance à Montmartre

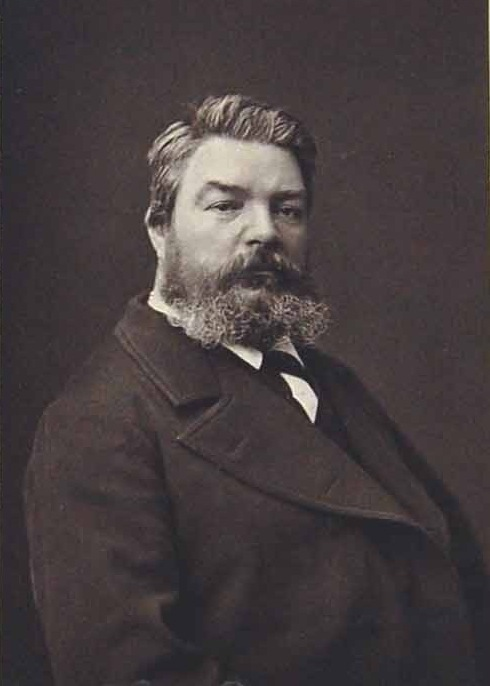
Émile Bin.

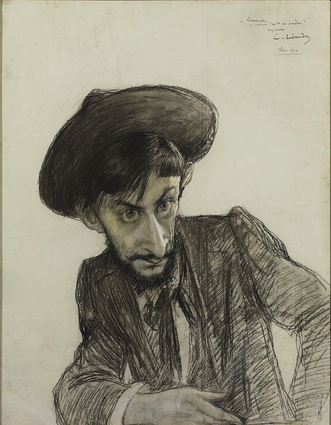
Charles Léandre, Portrait de Maurice Eliot, dessin.

Maurice Eliot est le second enfant, après sa sœur Jeanne née en mars 1861 (également future artiste peintre, cette aînée n'en sera pas moins son élève), qui naît au domicile familial, 61 quai de Grenelle (l'immeuble, aujourd'hui détruit, a cédé la place à l'hôtel Novotel Paris Tour Eiffel) à Paris, du mariage de Claude Gabriel Eliot (1832-?), négociant en bois, et de Marie Antoinette Bouret (1841-1932), sans profession. À la suite de la rapide séparation du couple, l'enfance de Maurice se partage entre Paris et Épinay-sous-Sénart où son grand'père maternel Jean-Louis Bouret, qui en fut maire de 1860 à 1865, possède plusieurs propriétés.

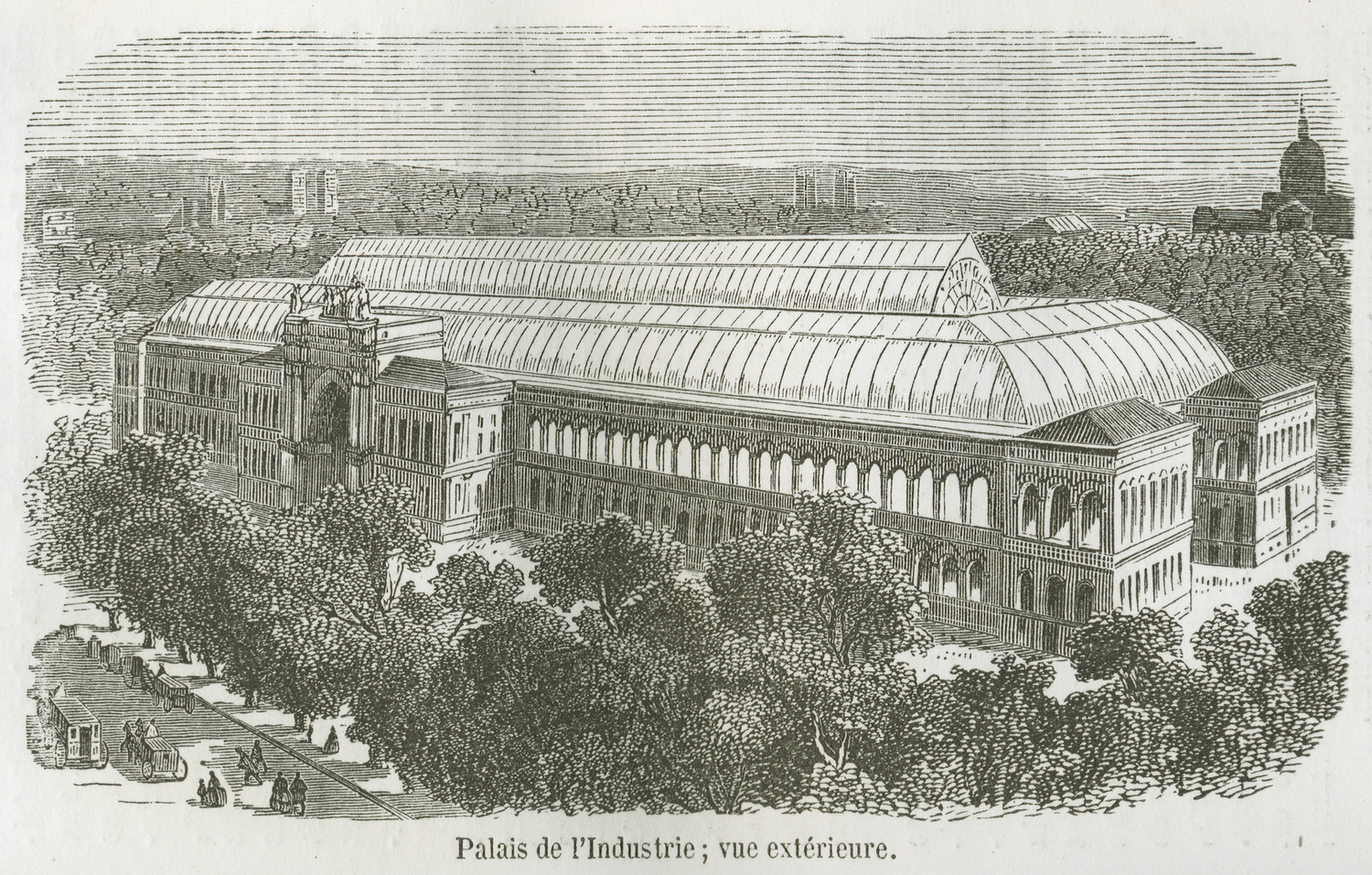
Le palais de l'Industrie accueillit le Salon des artistes français.

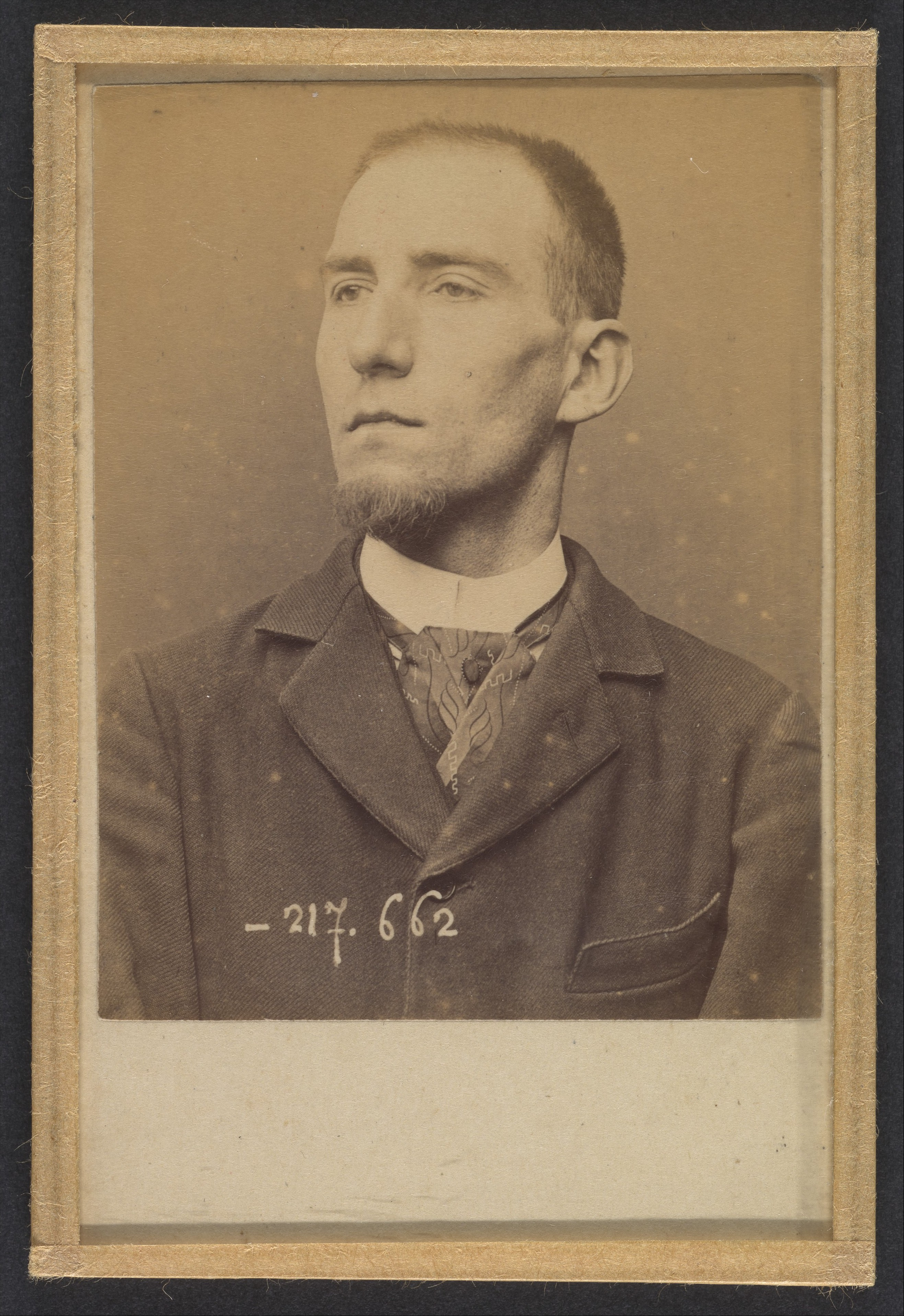
Félix Fénéon.

Élève en 1878 d'Émile Bin dans l'atelier de celui-ci à Montmartre où il rencontre Paul Signac et Henri Rivière, il est ensuite formé à l'École des beaux-arts de Paris où il entre en 1880 pour suivre les cours d'Adolphe Yvon et d'Alexandre Cabanel. En la même année 1881, il accomplit un an de service militaire au titre du volontariat et effectue son premier envoi - un portrait - au Salon des artistes français, au palais de l'Industrie. Il a pour camarade Charles Léandre avec qui il loue en 1884, année où commence à s'affirmer dans ses toiles son tempérament postimpressionniste, un atelier dans le quartier de Montmartre à Paris : situé près de la place Pigalle, au no 3 de la rue Houdon, chez l’encadreur et marchand de peintures Charles Dosbourg, les deux artistes que leurs camarades des ateliers de Montmartre surnomment alors « Héro et Léandre », y exécutent réciproquement des portraits l'un de l'autre.
« L'atelier de la rue Houdon fut pour Léandre et pour moi l'un de nos plus chers souvenirs de jeunesse, évoque Maurice Eliot. Après les travaux sérieux, beaucoup d'amis et de camarades venaient nous voir, le soir après dîner. Nous appelions pompeusement ces réunions nos "soirées". Tantôt entre artistes et modèles, tantôt entre jeunes gens et jeunes filles. On lisait des vers, on chantait un peu, et même on dansait au son d'un vieux piano mal accordé ». Il n'en demeure pas moins fidèle à Épinay-sous-Sénart « qui joue un rôle de tout premier plan dans sa peinture néo-impressionniste, même s'il vit et travaille à Paris », où les visites qu'ils rend en barque à son ami peintre Numance Bouel (1824-1884), natif de Brunoy, nous sont ainsi restituées par une part de son œuvre : Portrait de Numance Bouel, Portrait de Madame Bouel, Jet d'eau du jardin Bouel, Les demoiselles Bouel prenant le thé dans le parc.

### Peintre, pastelliste, lithographe
Maurice Eliot reçoit une mention honorable au Salon de 1886, une médaille de 3e classe en 1887 et, en 1888, alors qu'il est pressenti pour le premier prix de Rome, il reçoit une bourse de voyage au titre du second prix de Rome en présentant sa composition Ulysse et Nausicaa jugée par le jury « trop subversive » : L'Art français, dans son numéro du 4 août 1888, précise qu'ainsi « il n'y aura pas de Grand prix cette année-là ». Il visite de la sorte l'Europe du sud, participe aux expositions universelles de 1889et 1900 et reçoit une médaille d'argent à chacune d'elles,. Il se produit également au Salon d'automne (Louis Vauxcelles le cite parmi les artistes remarqués au Salon de 1905) et devient membre de la Société des artistes français.
Pastelliste reconnu, il expose par deux fois à la Galerie Georges Petit, en janvier 1888 et janvier 1889, lors des « expositions des 33 » pastellistes français regroupés en une société qui, fondée et présidée par Roger Ballu, compte également Charles Angrand, Jacques-Émile Blanche, Eugène Dauphin, Émile Friant, Thomas Alexander Harrison, Fernand Khnopff, Albert Lebourg, Ary Renan, et Guillaume Van Strydonck. Félix Fénéon, visitant l'exposition de janvier 1889, peut de la sorte remarquer à propos de Maurice Eliot que « ce pastelliste choisit parmi ses crayons les clairs, les vifs, les tendres, et sa gaieté à les manier est manifeste ». C'est en 1889 que Maurice Eliot est élu au bureau de la Société des pastellistes français, aux côtés entre autres de Jean-Louis Forain et Jules Chéret, pour participer à ses expositions annuelles, notamment en 1895 lors de son 12e Salon.
En 1894, l'État se porte acquéreur pour la première fois d'une toile de Maurice Eliot et, en 1897, Ambroise Vollard lui commande une lithographie en couleurs pour L'Album d'estampes originales de la galerie Vollard. Il rejoint la Société des peintres-lithographes en 1899, sans doute sous l'impulsion de Jules Chéret.

### XXe siècle: le maître

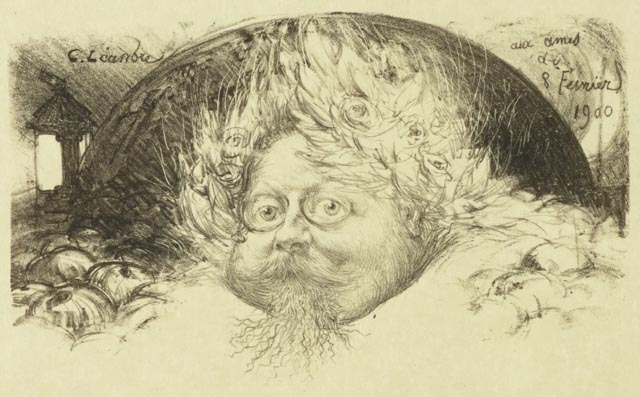
Charles Léandre, Autoportrait, lithographie, 1900.

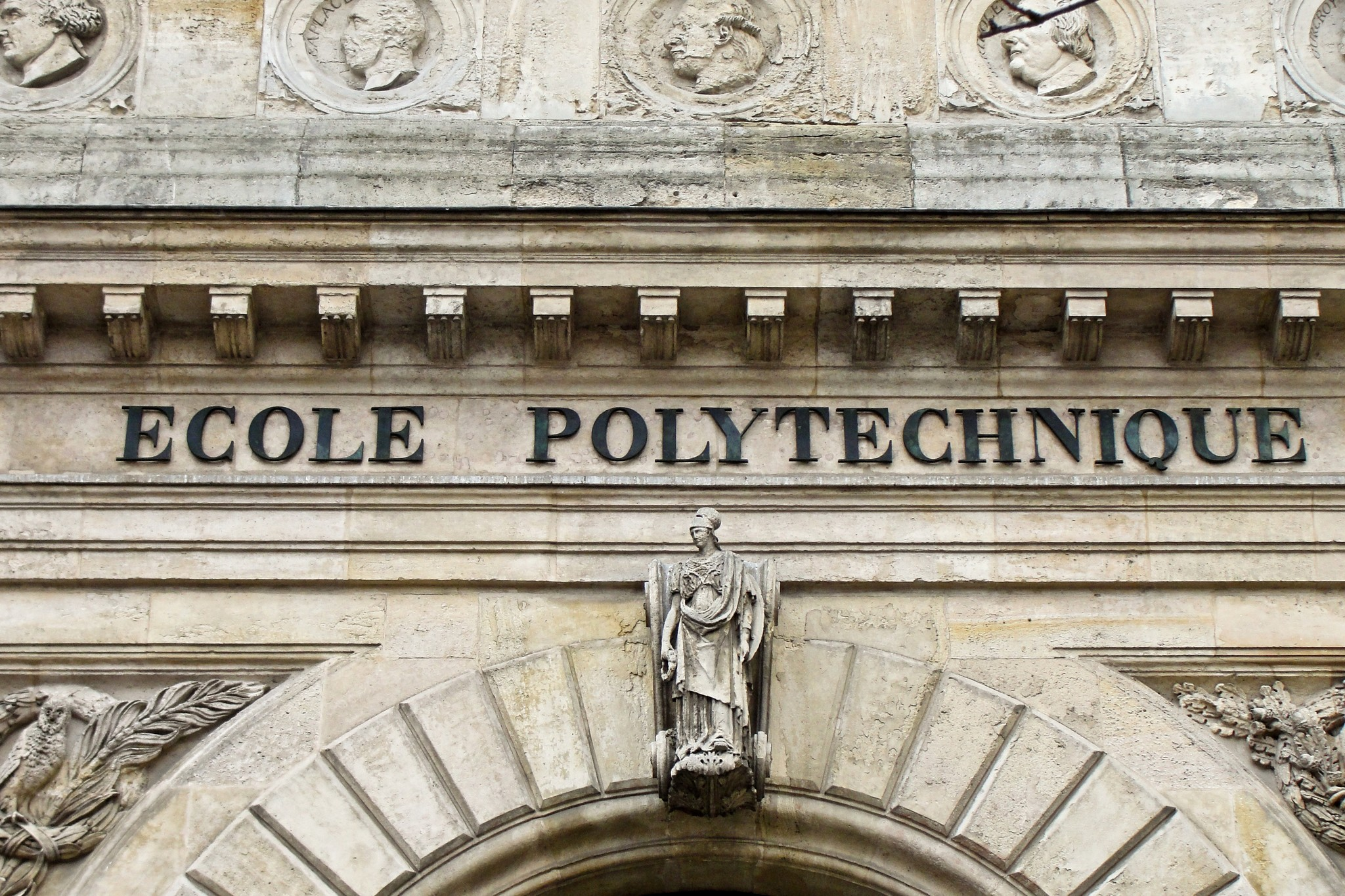
Entrée de l'École polytechnique.

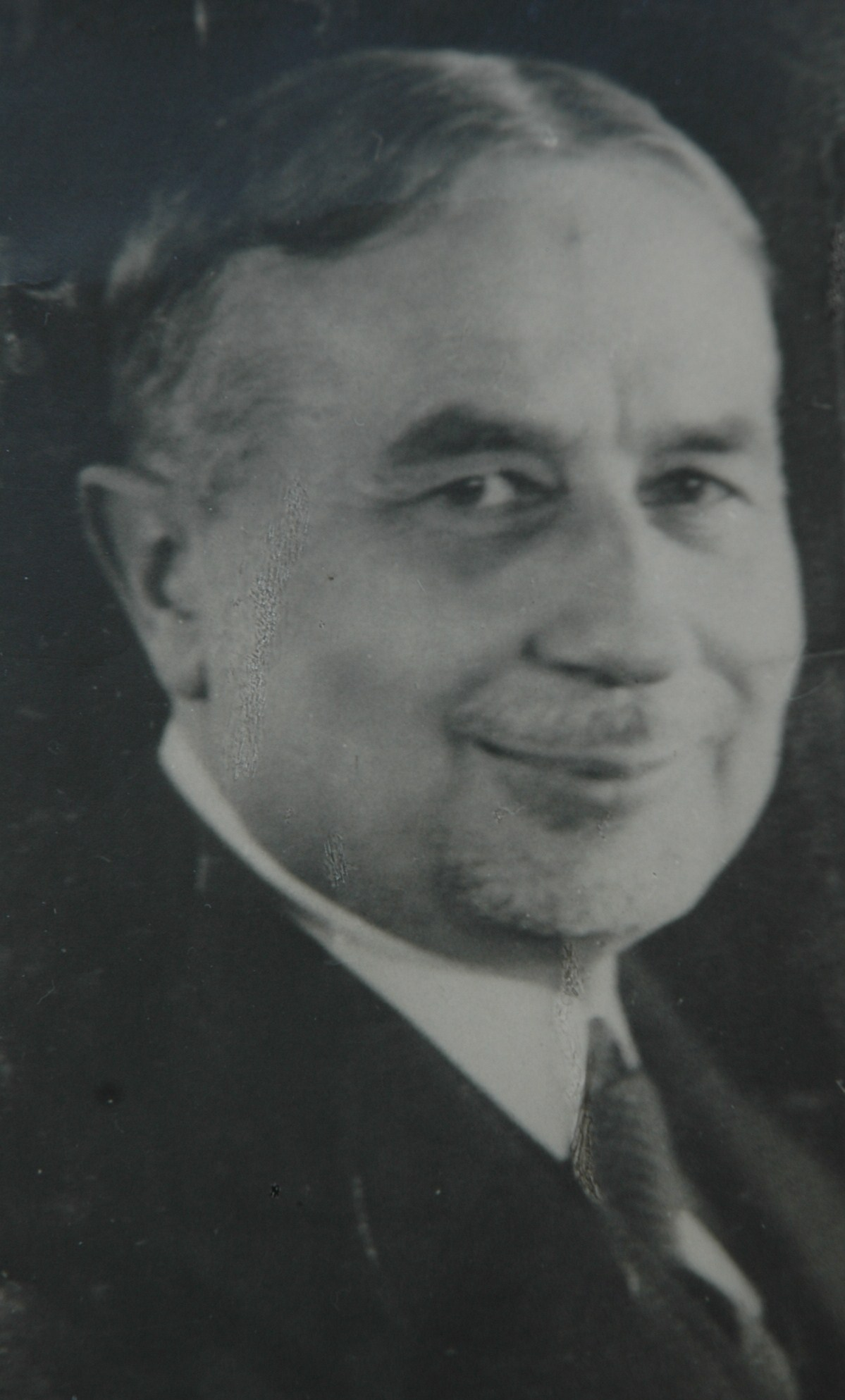
René-Jean.

Maurice Eliot s'installe en 1900 avec sa mère et sa sœur au 37, rue de Clichy où il vivra jusqu'en 1937, passant les étés dans la maison familiale d'Épinay-sous-Sénart. En janvier 1901, après avoir enseigné cette discipline dans différentes écoles de Paris depuis le début des années 1890, Maurice Eliot est nommé « maître de dessin » à l'École polytechnique où il va enseigner jusqu'en 1932. Classé hors-concours, il devient membre du jury à l'Académie des beaux-arts.
En janvier 1908, il est nommé chevalier de la Légion d'honneur avec pour parrain Charles Léandre. Il expose en mai 1909 chez Devambez, avant d'être représenté par la galerie parisienne Sagot-Le Garrec. « Maurice Eliot, rarement aussi bien inspiré, expose le plus ravissant, le plus naturel dans sa pose, le plus délicieux dans son coloris chaud et nuancé, des portraits de femme » s'enchante René-Jean lors de sa visite du Salon de 1910. Les paysages qu'il expose en avril 1911 à la vingt-septième exposition des pastellistes français, à la galerie Georges Petit où ils sont remarqués de Guillaume Apollinaire, énoncent qu'il a effectué un séjour en Corse.
La décennie 1930 est la période des épreuves avec les disparitions successives de sa mère Marie Antoinette en 1932, de son vieil ami Charles Léandre en 1934, puis de sa sœur Jeanne atteinte de maladie mentale. Sa retraite d'enseignant et une petite rente viagère sont alors insuffisantes pour lui éviter les difficultés financières cumulées par le loyer du 37, rue de Clichy et la pension de Jeanne en maison de santé spécialisée. Après le décès de celle-ci en 1937, il s'installe définitivement au 15, rue de Quincy à Épinay-sous-Sénart où il meurt en août 1945. Après une cérémonie religieuse à Épinay-sous-Sénart, il est inhumé au cimetière du Père-Lachaise (60e division) à Paris,. 
Le lycée, « construit sur les champs qu'il aimait peindre », et le centre culturel d'Épinay-sous-Sénart, établi dans le « grand chalet normand » de ses amis Caffin, portent aujourd'hui son nom.

## Collections publiques

### France

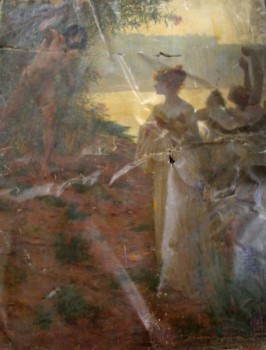
Ulysse et Nausicaa, huile sur toile, Second Grand Prix de Rome 1888

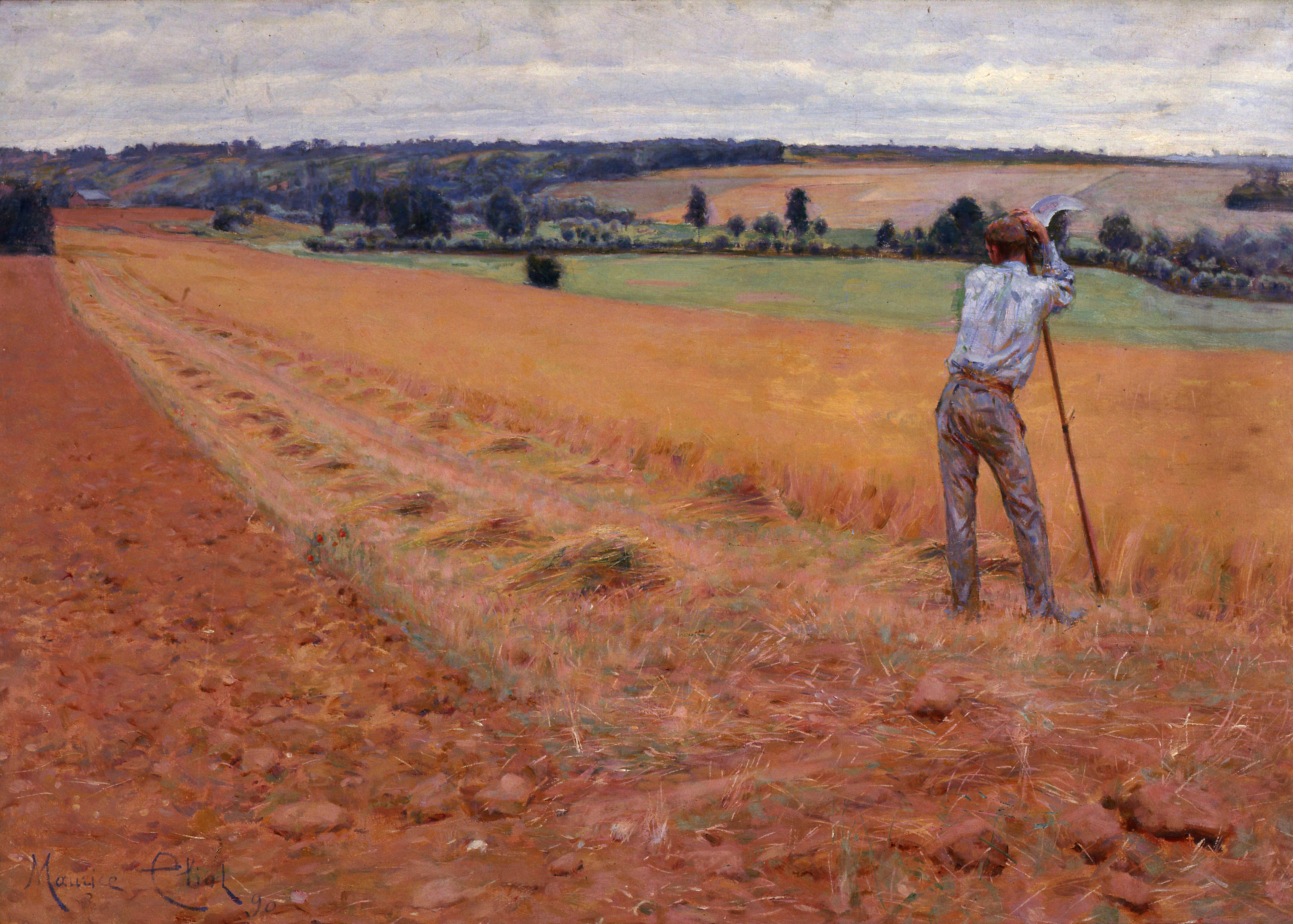
Le Faucheur, huile sur toile, vers 1888, musée d'art et d'histoire de Saint-Brieuc.

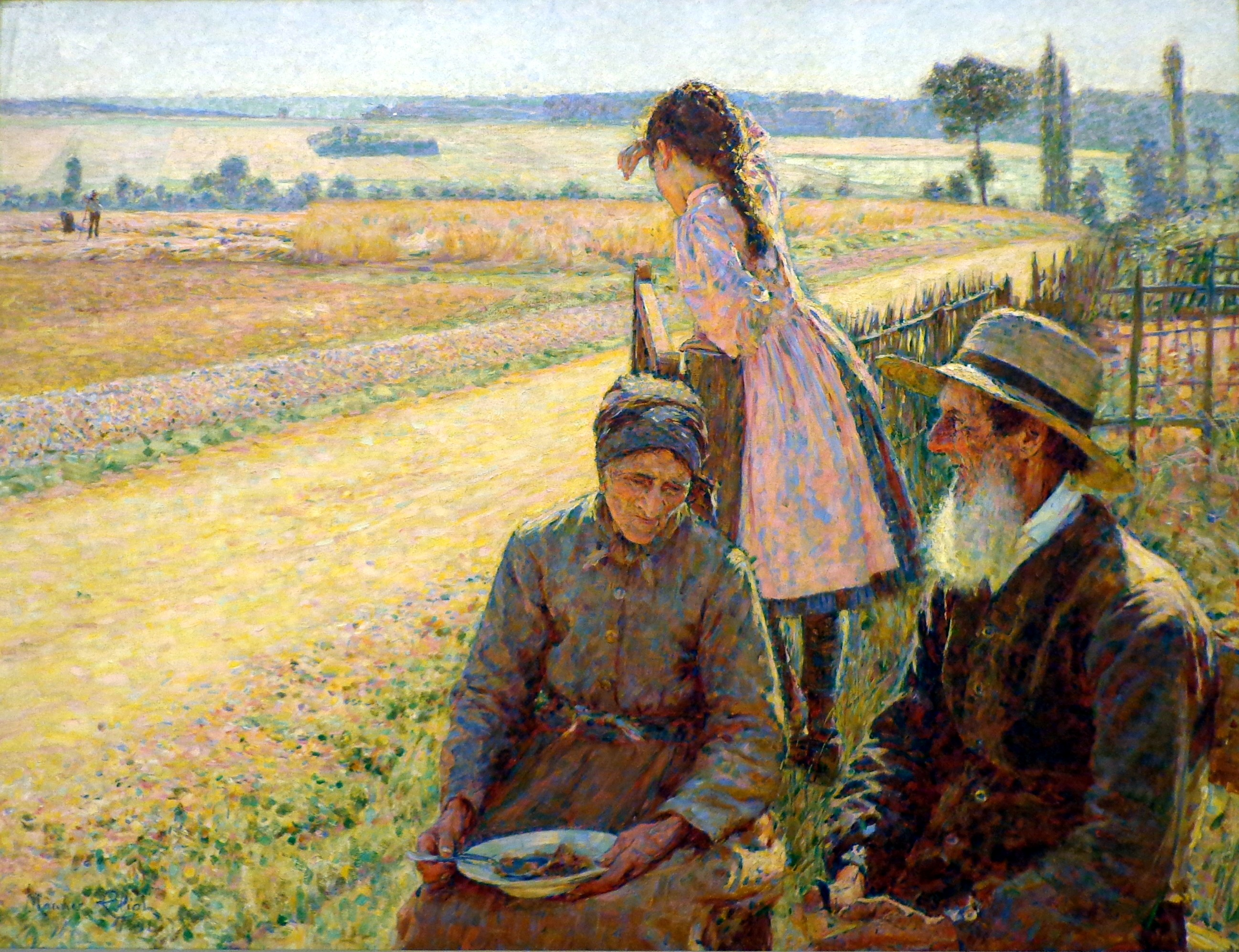
Les Vieilles Gens, huile sur toile, 1892, musée d'art moderne et contemporain de Strasbourg.

- Abbeville, musée Boucher-de-Perthes : Scène d'intérieur, huile sur toile.
- Auxerre, musée Leblanc-Duvernoy : La chanson de l'eau, huile sur toile.
- Béziers, musée des beaux-arts : Heures du crépuscule, huile sur toile.
- Brunoy, musée Robert Dubois-Corneau :
  - Jeunes garçons à la barrière, 1884, huile sur toile, 50 × 66 cm[22] ;
  - Viaduc d'Épinay-sous-Sénart, 1885), pastel, 30 × 45 cm[23] ;
  - Enterrement d'une jeune fille à la campagne, 1888, huile sur toile, étude préparatoire, 99 × 125 cm[24].
  - Le chemin d'Épinay, 1893, huile sur toile dédicacée par Maurice Eliot « À mon ami Emmanuel Hannaux ».
- Lille, palais des beaux-arts : Enterrement d'une jeune fille, 1888, huile sur toile, 130|170 cm, ancienne collection Alphonse de Rothschild.
- Montgeron, musée Josèphe-Jacquiot, Paysage impressionniste, huile sur toile[25].
- Morlaix, musée des Jacobins : Une journée de baptême, huile sur toile, 1890[26].
- Nîmes, musée des beaux-arts : Heures du crépuscule, huile sur toile.
- Paris :
  - Cabinet des estampes de la Bibliothèque nationale de France, Jeune femme, lithographie.
  - École nationale supérieure des beaux-arts[27] :
    - Le Rémouleur, 1883, dessin, 47 × 62 cm ;
    - Femme gauloise, 1884, huile sur toile, 38 × 46 cm.

  - Ministère de l'instruction publique, Paris, Route d'Agay, pastel 55x73cm, 1899 (dépôt du Centre national des arts plastiques)[28].
  - Musée d'Orsay : Le Sacré Cœur de Montmartre, vers 1900, huile sur toile, 73 × 60 cm[29].
  - Petit Palais : Au bal, 1908, lithographie[30].
- Puteaux, Fonds national d'art contemporain :
  - Ulysse et Nausicaa, huile sur toile 153x121cm, Second Grand Prix de Rome 1888[9] ;
  - Montmartre, huile sur toile 59x70cm, 1935[31].
- Quimper, musée des beaux-arts, Les faucheurs, huile sur toile[11].
- Reims, musée des beaux-arts, Jeune paysanne, pastel.
- Saint-Brieuc, musée d'art et d'histoire : Le Faucheur, vers 1888, huile sur toile, 45 × 65 cm.
- Saint-Denis de La Réunion, musée Léon-Dierx :
  - Paysage aux oies, entre 1876 et 1900, huile sur toile, 46 × 55 cm[32].
  - L'Étang fleuri, 1892, huile sur toile, 60 × 81,9 cm[33].
- Sarlat-la-Canéda, mairie, Faunesse, huile sur toile 121x135cm, avant 1914 ( dépôt du Centre national des arts plastiques)[34].
- Sedan, musée municipal, Le jour des prix, huile sur toile, 1886, donation baronne de Rothschild[16].
- Soissons, musée de Soissons, Dans l'herbe en Normandie, pastel sur toile, 81 × 150 cm (sans cadre)[35].
- Strasbourg, musée d'art moderne et contemporain :
  - Les Vieilles Gens, 1892, huile sur toile, 127 × 170 cm[36] ;
  - Printemps, lithographie[37].

### Suisse
- Bâle, Kunstmuseum : Jeune femme à table, huile sur toile.

### États-Unis
- Washington, Smithsonian American Art Museum : La Parisienne en 1906, dessin, 1915[38].

## Collections privées
- Comtesse Edmond Récopé, L'automne, 1895, panneau décoratif de la salle à manger.

## Illustrations

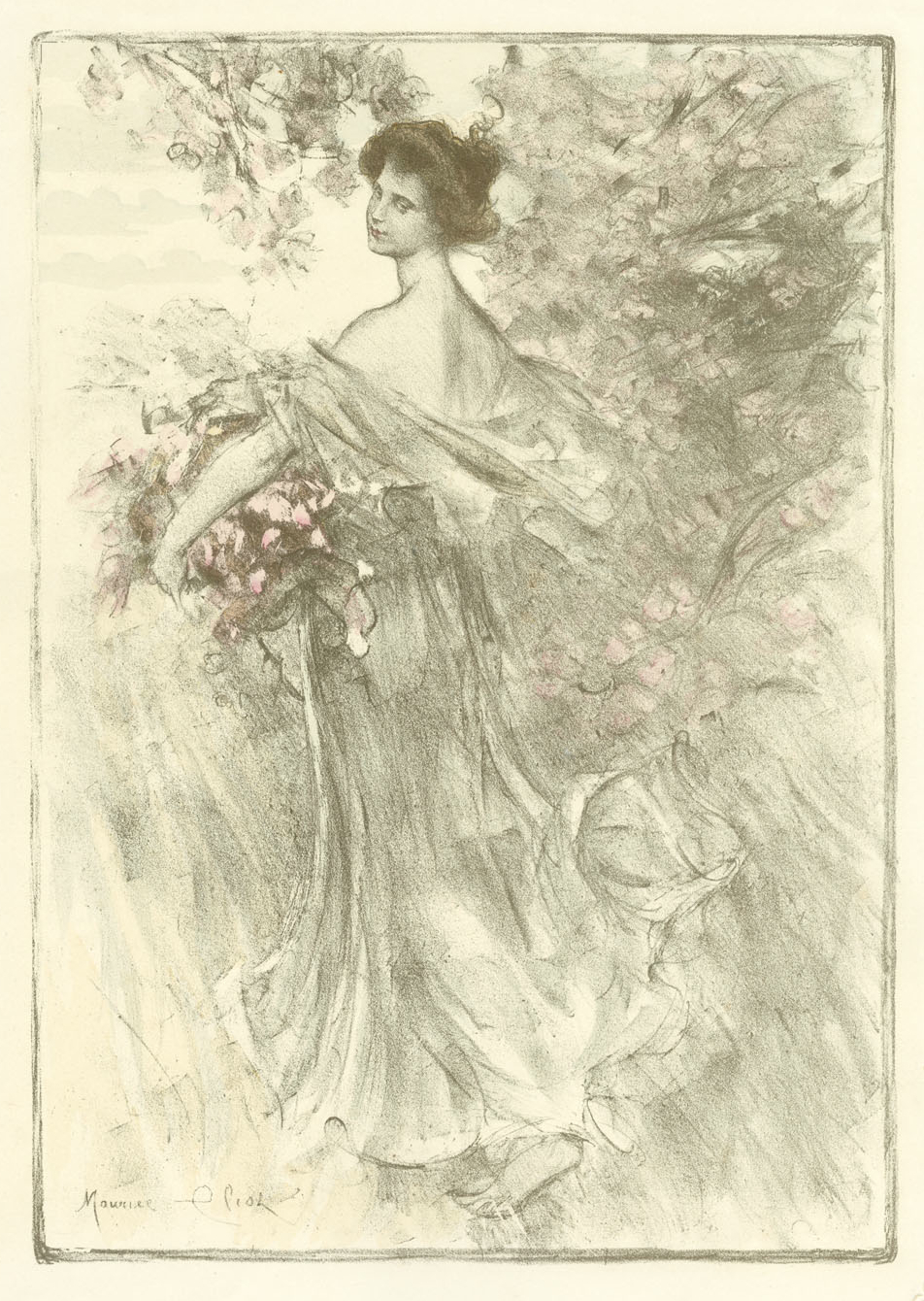
Printemps, lithographie parue dans L'Estampe moderne (1897).

- Printemps, lithographie, Paris, Impr. F. Champenois, 1897.
- Jeune femme, lithographie, Paris, éd. Sagot-Le Garrec.
- Victor Hugo, Les Chansons des rues et des bois, deux dessins gravés par Deblois, coll. Petite Bibliothèque Charpentier, Paris, G. Charpentier, 1890.
- Victor Hugo, La Légende des siècles II, deux dessins gravés par Fernand Desmoulin, coll. Petite Bibliothèque Charpentier, Paris, G. Charpentier, 1891.
- Jean Richepin, Les Caresses, deux dessins gravés à l'eau-forte par Fernand Desmoulin, coll. Petite Bibliothèque Charpentier, Paris, éd. Georges Charpentier et E. Fasquelle, 1893.
- Jules Michelet, L'Amour, deux dessins gravés à l'eau-forte par Félix Oudart, coll. Petite Bibliothèque Charpentier, Paris, G. Charpentier, 1899.
- Guy de Maupassant, L'Héritage, 21 compositions originales gravées à l'eau-forte par Louis Ruet, Paris, éd. Carteret, ancienne librairie Conquet, 1907.
- Diane au bois, six compositions lithographiées d'après Banville, 1909.
- Théodore de Banville, Diane au bois, 14 lithographies, 200 exemplaires numérotés sur vélin du Marais, Paris, Carteret, ancienne librairie Conquet, 1911.
- Cartes postales illustrées, s.l., s.d[39].

## Expositions

### Expositions personnelles
- Galerie Devambez, Paris, mai 1909.
- Rétrospective Maurice Eliot, musée Robert Dubois-Corneau, Brunoy, printemps 1988.
- Héro et Léandre : Charles Léandre, Maurice Eliot - Souvenirs de jeunesse dans les ateliers de Montmartre; musée Robert Dubois-Corneau, Brunoy, septembre 2001 - janvier 2002[5].
- 150 pastels de maîtres pastellistes français et étrangers, Centre d'art et d'expositions La Ferme Ornée, Yerres, du 18 avril au 7 juin 2009.
- Hommage à Maurice Eliot, centre culturel Maurice-Eliot, Épinay-sous-Sénart, novembre 2012.

### Expositions collectives
- Salon des artistes français, Paris, à partir de 1881.
- Salon de la Société nationale des beaux-arts, 1899[28].
- Salon d'Automne, Paris, 1905.
- Exposition versaillaise, Société des amis des arts de Seine-et-Oise, musée de Versailles, juin 1889.
- Les artistes membres de la « Société Moderne », galerie Durand-Ruel, Paris, février 1909 (catalogue préfacé par Arsène Alexandre)[40].
- Salon de la Société des peintres lithographes, 1909[41].
- Peindre la banlieue de Corot à Vlaminck, 1850-1950, atelier Grognard, Rueil-Malmaison, décembre 2016 - janvier 2017 ; musée français de la carte à jouer, Issy-les-Moulineaux, avril 2017.

## Réception critique
- « Maurice Eliot a fait ses preuves au Salon où nous l'avons vu marcher de succès en succès. Ici encore, sa composition se distingue des celle des autres par une harmonieuse proportion générale et par des délicatesses du modelé dont le jury sera certainement frappé. » - L'Art français, 4 août 1888.
- « Fidèle aux clartés impressionnistes qu'il module selon l'heure, les saisons et le climat, l'artiste laisse des scènes d'intérieur et des paysages de Normandie (les bords de l'Yerres), au ton réservé, tout en pudeur et en raffinement. Illustrateur de Michelet, de Maupassant, de Jean Richepin, de Victor Hugo surtout, en particulier de des Chansons des rues et des bois où s'épanouit son sens élégiaque, il a également pratiqué avec un bonheur constant la gravure ou, occasionnellement, la grande décoration. » - Gérald Schurr[42]
- « Peintre des petits bonheurs quotidiens, son œuvre est la projection parfaite de sa personnalité, mûrement réfléchie, comme si l'artiste, face au motif, avait voulu maîtriser son émotion première. » - Dictionnaire Bénézit[4]

### Archives
- Maurice Eliot, Souvenirs de jeunesse, manuscrit conservé au centre de documentation du musée d'Orsay, Paris.